# Ludwig von Thierstein
Ludwig von Thierstein († 10. Oktober 1402 in Pfäffikon SZ) war von 1387 bis 1402 der 28. Abt von Einsiedeln.

## Herkunft und Familie

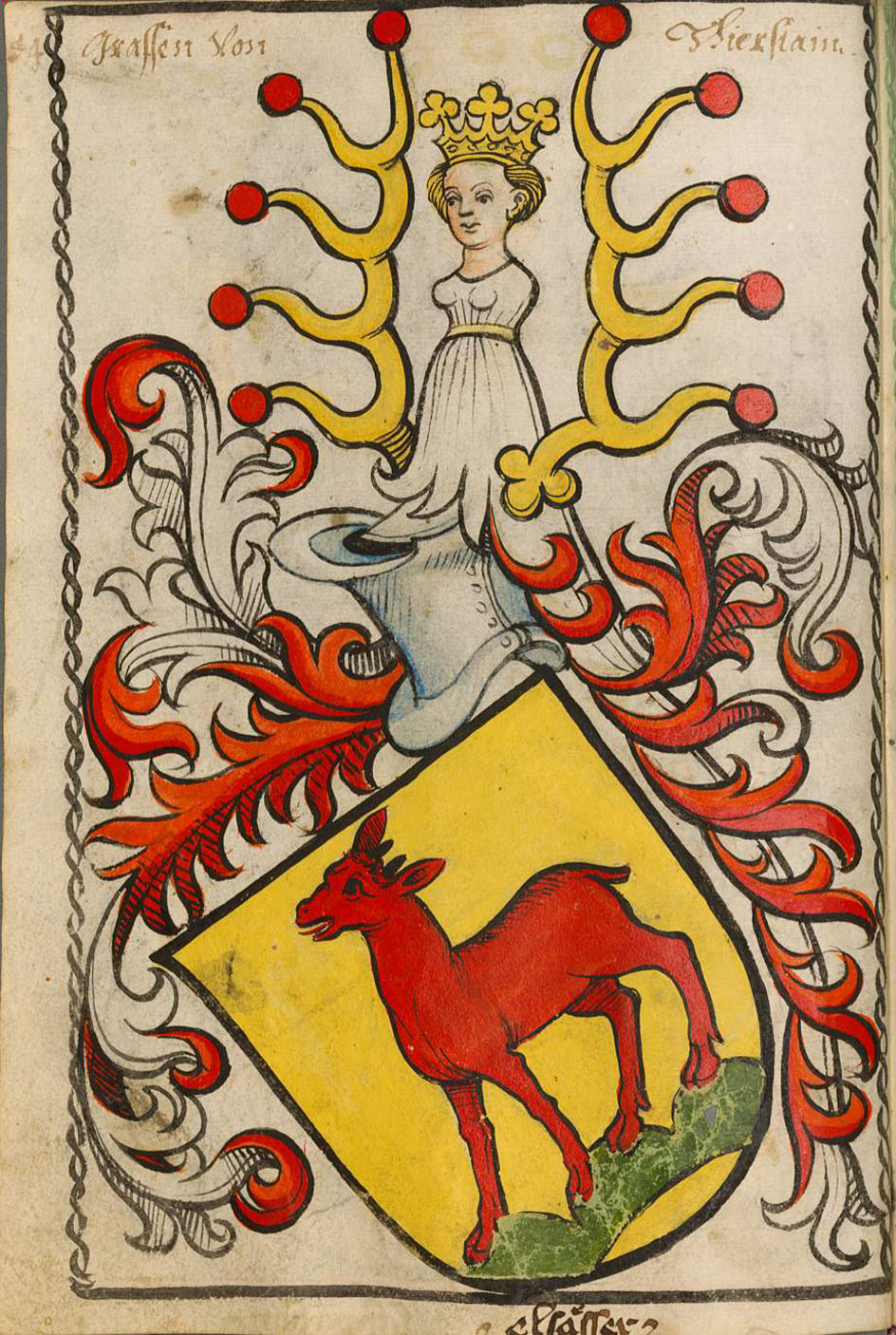
Wappen der Thierstein (Scheiblersches Wappenbuch)

Ludwig gehörte dem Hochadelsgeschlecht der Thierstein an. Die Grafen von Thierstein, auch Grafen von Homberg, waren im Mittelalter von großer Bedeutung in der Nordwestschweiz. In der ersten Hälfte des 14. Jahrhunderts trennten sich die Linien Thierstein-Farnsburg und Thierstein-Pfeffingen.
Das Kloster Einsiedeln litt bei Ludwigs Amtsantritt unter einer starken Verschuldung und musste sein Defizit von über 5'000 Gulden mit einigen Veräusserungen begleichen.
Ludwig selbst trug auch zu der Verschuldung bei, indem er grössere Summen aufwand, um in den Besitz des Bistums Strassburg zu gelangen, wobei dieser Plan scheiterte.
Da der Abt selbst keinen Ausweg aus den Schulden sah, übernahm Hugo von Rosenegg die Verwaltung der Abtei. Trotz Hugos Einsetzung befasste sich Abt Ludwig weiter mit der Verwaltung der Stiftsgüter und veräusserte weitere Güter.